# LGoony

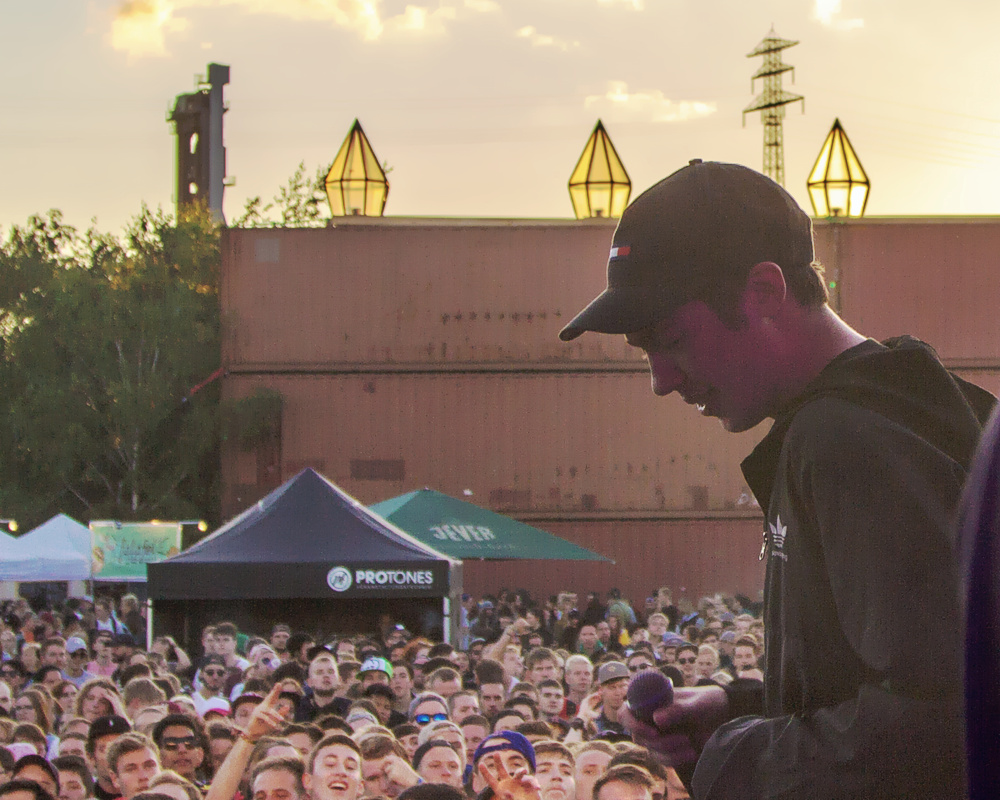
LGoony auf dem Spektrum 2016

LGoony (auch bekannt als Luis Lone; bürgerlicher Name: Ludwig Langer) ist ein deutscher Rapper.

## Biografie
LGoony wuchs in Köln auf und begann bereits in der Schulzeit zu rappen. 2012 nahm er unter seinem früheren Pseudonym Luis Lone am Videobattleturnier (VBT) teil. Unter diesem Pseudonym rappt er noch heute (Stand: 2022). Er wirkte 2013 unter dem Pseudonym Ludweezy beim Swag Mob Medley #1 und #3 mit. Der Swag Mob war in erster Linie eine nicht öffentliche Facebook-Gruppe, die vom schon damals erfolgreichen Rapper Money Boy 2012 initiiert wurde und in welcher dessen Fans unter anderem Inspiration für eigene Veröffentlichungen sammelten (siehe auch Hustensaft Jüngling). Ende 2014 veröffentlichte LGoony sein erstes Mixtape Space Tape Vol. 1: Goonyverse.
Im September 2015 veröffentlichte LGoony das Mixtape Grape Tape, das unter anderem Features mit Casper sowie Money Boy beinhaltet und ihm erstmal größere Aufmerksamkeit verschaffte. Grape Tape wurde vom Juice-Magazin auf Platz 8 der besten Alben national 2015 gewählt. LGoonys gemeinsam mit Zugezogen Maskulin aufgenommene Single Füchse 2015, eine Coverversion des 1998 auf dem Album Bambule von den Absoluten Beginnern und Samy Deluxe veröffentlichten Tracks Füchse, wurde vom Juice-Magazin auf Platz 4 der besten Singles 2015 gewählt. Das Video zu Millionen Euro hat auf der Videoplattform YouTube über 3,1 Millionen Aufrufe. (Standː Januar 2023)
Am 19. Januar 2016 veröffentlichte LGoony zusammen mit dem österreichischen Rapper Crack Ignaz das Album Aurora, welches kostenlos im Internet heruntergeladen werden kann. Im Juli 2016 veröffentlichte er als Teil des Uzi Mob das Album Schreie aus dem Keller. Am 23. Dezember 2016 veröffentlichte er das Mixtape Intergalactica, das als kostenfreier Download zur Verfügung steht, allerdings auch einmalig in einem Pop-Up Store in Köln verkauft wurde. Am 24. November 2017 erschien die EP New Level zusammen mit Soufian und Crack Ignaz. Am 13. Dezember 2017 nahmen die drei Rapper als Team New Level am Red Bull Soundclash teil.
Mit der Veröffentlichung des Musikvideos zur Single Zeit kündigte LGoony am 10. Januar 2019 sein zweites Studioalbum Lightcore an, welches am 25. Januar erschienen ist. Auf dem am 10. Oktober 2019 erschienenen Album Kiox von Felix Kummer ist LGoony gemeinsam mit der Wiener Rapperin KeKe auf dem Lied Aber nein als Feature-Gast vertreten. Am 24. April 2020 veröffentlichte LGoony sein neues Mixtape Frost Forever. Anfang 2021 veranstalteten LGoony und Mary (vormals bei Dat Adam) ein Piano Forever genanntes Livestream-Konzert, überwiegend mit Stücken von Frost Forever.

## Stil und Einflüsse
LGoonys Musik lässt sich am ehesten dem Cloud-Rap zuordnen, er selbst bezeichnet diese als „electronic lightcore“. Er lässt sich unter anderem von den amerikanischen Rappern Young Thug, Lil B, Gucci Mane und Three 6 Mafia inspirieren. Früher hörte er auch Pink Floyd und die Beatles.

## Diskografie

### Alben, Mixtapes und EPs
- 2014: Space Tape Vol. 1: Goonyverse
- 2015: Grape Tape
- 2016: Aurora (mit Crack Ignaz)
- 2016: Schreie aus dem Keller (Luis Lone, James Jencon, Yaesyaoh und DJ Cruzifix als Uzi Mob)
- 2016: Intergalactica
- 2017: New Level EP (mit Crack Ignaz und Soufian)
- 2019: Lightcore
- 2020: Frost Forever
- 2021: Piano Forever (Livealbum, mit Mary)
- 2021: Go Green (EP)
- 2023: sad sad story (Album)

### Musikvideos
- 2014: Du ahntest (U Guessed it 2) (als OG Goony)
- 2014: Mon€¥, Hom€$, Ho€$, $wag
- 2015: Füchse 2015
- 2015: NASA feat. Crack Ignaz
- 2015: Millionen Euro
- 2015: Nebel
- 2015: Wasser
- 2015: Lambo Gallardo mit Money Boy
- 2016: Oida WOW mit Crack Ignaz
- 2016: Tokyo Boys mit Crack Ignaz
- 2016: Luna mit Crack Ignaz
- 2016: Heilig
- 2016: Utopia
- 2017: Paper
- 2017: New Level mit Crack Ignaz und Soufian
- 2017: Survival Of The Fittest mit Crack Ignaz und Soufian
- 2018: Flex Up mit Yung Isvvc
- 2018: Eiskalter Sommer mit Yung Isvvc
- 2018: Nacht
- 2019: Zeit
- 2019: Grünweiße Scheine/Check
- 2019: Neu Geboren
- 2019: Steve Austin
- 2020: Demo
- 2020: Allein gegen Alle
- 2020: Audemars
- 2020: Rihanna
- 2021: Inferno
- 2021: Greta Thunberg
- 2022: Mad Love
- 2023: halb
- 2023: schreib mir nie wieder
- 2023: geist
- 2024: Eisberg
- 2025: sad sad delulu
- 2025: hot summer